# An-Nizarijja
An-Nizarijja (arab. النيزارية) – miejscowość w Syrii, w muhafazie Hims. W 2004 roku liczyła 3813 mieszkańców.